# Lajos Zilahy
Lajos Zilahy (Nagy-Szalonia, 1891 - Novi Sad, 11 de desembre 1974) fou un escriptor i dramaturg hongarès. Fou periodista a Londres i París durant la Primera Guerra Mundial. Zilahy va esdevenir l'autor de més èxit de les primeres dècades del segle xx. Durant l'ocupació alemanya, es va refugiar en una cova on va escriure Els Dukay, una de les obres més reconegudes.
Pertanyent a una família aristocràtica, es doctorà en dret en la Universitat de Budapest, però la seva vocació era la literatura. S'inicià com a periodista de l'important diari Magyaroszág, del qual fou corresponsal en diverses ciutats d'Europa. Simultaniejava la seva labor periodística amb la publicació de narracions curtes, que cridaren poderosament l'atenció pel seu lirisme, que no excloïa una preocupació per l'ésser humà davant dels afers socials i polítics d'aquell temps.
Va intervenir en la Primera Guerra mundial, en què fou ferit; com la resta d'escriptors que participaren en aquella guerra, li'n quedà un pòsit d'amargor i humanitarisme. Les seves novel·les, traduïdes en la seva major part als idiomes cultes, expressen la melangia i el dolor d'aquest món, d'una Europa esqueixada per la violència.
Tal vegada on millor resta expressat aquest sentiment sigui en L'ànima s'apaga, procés de desarrelament de l'emigrant als Estats Units, quelcom que sofrí en la seva pròpia carn l'escriptor quan el 1945, per disconformitat amb el règim de la seva pàtria, es veié obligat a exiliar-se a aquell país.
Les seves novel·les: Primavera mortal, Quelcom sura sobre l'aigua, Els Dukay, El desertor, Vida serena, etc., insisteixen en aquest món crepuscular, tendre i adolorit. El seu estil és quasi preciosista, però fluid i d'una extraordinària amenitat.
Per al teatre va escriure força peces i a Hongria es representaren infinitat de vegades les seves produccions: Campió mundial, El general, L'ocell de foc, Aquella nit, etc.
També fou un delicat poeta. Actualment la seva obra es troba una mica superada, a causa del seu caràcter intimista, en certa forma renyida amb les inquietuds presents. Quan morí s'havia instal·lat en una localitat fronterera entre Hongria i Iugoslàvia (Novi Sad, capital de la Voivodina, que és una província autònoma al nord de Sèrbia), amb l'esperança de morir a prop de la terra que el va veure néixer.

## Obra (títols originals)
- A Dukay család
- A fegyverek visszanéznek
- A lelek kialszik
- Ararát
- A szűz és a gödölye
- Fehér hajó
- Halálos tavasz
- Két fogoly
- Krisztina és a király
- Valamit visz a víz